# Jean-Jacques Orzoni
 (novembre 2010).
Si vous disposez d'ouvrages ou d'articles de référence ou si vous connaissez des sites web de qualité traitant du thème abordé ici, merci de compléter l'article en donnant les références utiles à sa vérifiabilité et en les liant à la section « Notes et références ».
Pour les articles homonymes, voir Orzoni.
Jean-Jacques Orzoni, né le 7 octobre 1935 à Paris et mort le 1er mai 2009 à Coutances, est un architecte français.

## Biographie
Petit-fils d'un compagnon charpentier devenu professeur de géométrie descriptive de l’enseignement technique, fils d’un artiste-peintre, professeur de dessin, et d'une institutrice, après des humanités classiques au lycée Louis le Grand, il s'oriente presque naturellement vers l'architecture. Reçu 3e au concours d'admission à l'École nationale supérieure des beaux-arts (ENSBA, section architecture), il s'intéresse beaucoup au cinéma, au jazz, à la peinture abstraite, à la littérature d'avant-garde, aux arts dits sauvages. 
Il travaille comme dessinateur, projeteur puis projeteur-compositeur, finalement chef d'agence à l'Atelier Herbé–Le Couteur, notamment pour le concours de l'Union internationale des Architectes de Karachi (2e prix) et la ZUP de Sevran-Montceleux. À l’occasion du projet de la cathédrale d’Alger, il rencontre François Stahly et E. Martin (sculpteurs) ainsi que Sarger et S. du Château (ingénieurs). Il suit les cours du soir des Arts et métiers, les conférences du séminaire d’urbanisme de l’École Robert Auzelle et du Centre de recherche d’urbanisme. En 1962, diplômable et logiste du Prix de Rome, il séjourne à la Villa Médicis chez le Grand prix de Rome de sculpture. 
Il effectue son service militaire de seize mois en 1962-1963.
En 1964, il part pour 6 mois avec des copains de l'École aux États-Unis. Après la rencontre avec Louis Kahn et le périple Frank Lloyd Wright, il se fixe, avec Jacques Labro et Jean-Marc Roques, à l’Université d’Architecture de Berkeley et ils répondent ensemble au concours de l’Union internationale des Architectes du Mount Olympus. Ils obtiennent une première mention de prix et, une fois rentrés en France, décrochent la commande de ce qui allait devenir la station d'Avoriaz.
Les années 1964 à 1968 sont consacrées principalement à la conception, au plan directeur et aux premières réalisations d’Avoriaz (immeubles des Dromonts) avec l’Atelier d’architecture d’Avoriaz.
De 1965 à 1967, Jean-Jacques Orzoni est en parallèle maître assistant bénévole à l’atelier Candilis (ENSBA), et obtient son diplôme en 1967 sur « les Mielles de la Pointe d’Agon »
En 1968, les trois architectes associés reçoivent l'Équerre d'argent pour Avoriaz. La même année, le Collectif Architecture prend le relais de l’Atelier d’architecture d’Avoriaz.
La notoriété d’Avoriaz oriente le Collectif vers des études et projets d’aménagements touristiques et la recherche d’une architecture de la civilisation des loisirs : Ils (Jacques Labro et Jean-Jacques Orzoni) continuent à étudier ce type de programme, mêlant immeubles d’habitation, résidences hôtelières, restaurants, commerces, équipements de loisir et d’animation touristique
Dans cette période, Jean-Jacques Orzoni travaille aussi bien en montagne que sur le littoral, en France (Port Deauville) qu’à l’étranger (Grèce, Brésil, Cameroun). Il fait de nombreux voyages d’études (Liban, Syrie, Grèce, Italie (Sicile), Europe centrale) dont le principal thème est la dimension sacrée du paysage.
Entre 1968 et 1978, les principales réalisations du Collectif Architecture sont Avoriaz, Port-Deauville, l’ensemble du Centre international de congrès (FACIM), d’un hôtel et d’une résidence à Courchevel 1850 et la Wilaya de Tamanrasset. Son atelier de conception architecturale emploie jusqu'à 32 architectes et élèves-architectes.
Les deux associés Jacques Labro et Jean-Jacques Orzoni entreprennent la zone d'aménagement concerté de Jemmapes-Grange-aux-Belles. Séparés en 1978, ils ont fondé chacun leur propre agence d'urbanisme et d'architecture. Ils se partagent alors les principales réalisations en cours : Avoriaz pour Orzoni, 'Jemmapes–Grange-aux-Belles à Paris pour Labro.
De 1978 à 1990, latelier d'architecture Orzoni (agence de 4 à 10 architectes et élèves-architectes, trois maîtres d’ouvrage : Pierre et Vacances, groupe Club Méditerranée et la SCIC) poursuit donc seul la construction d'Avoriaz et d'autres réalisations en montagne (les Ménuires, l'Alpe-d'Huez) et sur le littoral (Porticcio, Sainte-Maxime). Il participe à des concours d'équipements socio-culturels.
De 1983 à fin 1989 Jean-Jacques Orzoni assume la charge d’architecte-conseil du ministère de l'Équipement détaché auprès du préfet et du directeur départemental de l’équipement de l’Allier. Il suit à ce titre les études de l'autoroute A71 et du barrage de Chambonchard.
De 1984 à 1988, il participe comme rapporteur ou comme personnalité qualifiée à plusieurs jurys de diplôme de l’École Spéciale d’Architecture, et donne des conférences à l'École nationale des Ponts et Chaussées sur le thème Construire en site vierge. Il poursuit un dialogue avec de nombreux amis architectes : Jean Renaudie, Renée Gailhoustet, Ricardo Porro, Jean Deroche et Maria Deroche, Henri Ciriani, Lajus, Leseney, et plus récemment Jean Nouvel et surtout Christian de Portzamparc… En 1990 et 1991, il est retenu avec Jacques Labro pour les expositions Profils d’urbanistes et Itinéraires d’urbanistes organisées par le ministère de tutelle pour décerner les Grands prix nationaux d'urbanisme.
Convaincu de la nécessité du travail en équipe pluridisciplinaire, il s’associe depuis le début des années 1980 avec de jeunes architectes et des spécialistes (Jacques Simon paysagiste, Steinebach urbaniste, Michel Rioualec scénographe, S. Baruch acousticien, etc.) pour tous les programmes dont il s’occupe. Après fermeture de son atelier en 1990, il s’associe à de jeunes architectes (Jacques Lionnard, Catherine Marette et C. Schwinn) dans Art.Op’, SARL d’architecture.
En 1995, il participe en tant qu’aménageur, urbaniste et architecte à une mission d’études confiée à une Société de tourisme international pour définir une politique nationale du tourisme au Bénin.
En 1996-1997, il conçoit et réalise une exposition sur « Paysages bois et séquences bois » pour le Comité national de développement du bois, auprès duquel il joue le rôle de consultant. 
Il consacre les 12 dernières années de sa vie à sa vocation première d’artiste peintre et dessinateur.